# Хелга Ратке
Хелга Ратке (Заниц, 16. мај 1962) била је немачка атлетичарка која се такмичла у техничким дисциплинама скоку удаљ и троскоку. Од 1979—1990 такмичила се за Источну Немачку, а (1991—1994) Немачку.
Била је чланица АК Емпор Рошток из Роштока.

## Значајнији резултати
| Год.                         | Такмичење                     | Локација                      | Дисциплина                   | Плас.                        | Резултат                     | Детаљи                                  |
| Представљала Источну Немачку | Представљала Источну Немачку  | Представљала Источну Немачку  | Представљала Источну Немачку | Представљала Источну Немачку | Представљала Источну Немачку | Представљала Источну Немачку            |
| ---------------------------- | ----------------------------- | ----------------------------- | ---------------------------- | ---------------------------- | ---------------------------- | --------------------------------------- |
| 1979                         | Европско првенство за јуниори | Бидгошч, Пољска               | Скок удаљ                    |                              | 6,47 м                       |                                         |
| 1983                         | Европско првенство у дворани  | Будимпешта, Мађарска          | Скок удаљ                    |                              | 6,63 м                       |                                         |
| 1983                         | Светско првенство             | Хелсинки, Финска              | Скок удаљ                    | 12.                          | 6,44 м                       |                                         |
| 1985                         | Све. атл. игре                | Париз, Француска              | Скок удаљ                    |                              | 6,88 м                       |                                         |
| 1985                         | Европско првенство у дворани  | Пиреј, Грчка                  | Скок удаљ                    | 4.                           | 6,89 м                       |                                         |
| 1986и                        | Европско првенство у дворани  | Мадрид, Шпанија               | Скок удаљ                    |                              | 6,94 м                       |                                         |
| 1986и                        | Европско првенство            | Штутгарт, Западна Немачка     | Скок удаљ                    |                              | 6,89 м                       |                                         |
| 1987                         | Светско првенство у дворани   | Индијанаполис, САД            | Скок удаљ                    |                              | 6,94 м                       |                                         |
| 1987                         | Светско првенство             | Рим, Италија                  | Скок удаљ                    | 4                            | 7,01                         |                                         |
| 1990                         | Европско првенство у дворани  | Глазгов, Уједињено Краљевство | Скок удаљ                    |                              | 6,66 м                       |                                         |
| 1990                         | Европско првенство у дворани  | Глазгов, Уједињено Краљевство | Троскок                      |                              | 13,63 м                      |                                         |
| 1990                         | Европско првенство            | Сплит, Југославија            | Скок удаљ                    |                              | 6,94 м                       |                                         |
| Представљала Немачку         |                               |                               |                              |                              |                              |                                         |
| 1991                         | Светско првенство             | Токио, Јапан                  | Скок удаљ                    | 13.                          | 6,62 м                       |                                         |
| 1992                         | Европско првенство у дворани  | Ђенова, Италија               | Скок удаљ                    | 5.                           | 6,43 м                       |                                         |
| 1992                         | Европско првенство у дворани  | Ђенова, Италија               | Троскок                      |                              | 13,75 м                      |                                         |
| 1992                         | Летње олимпијске игре         | Барселона, Шпанија            | Скок удаљ                    | 19.                          | 6,42 м                       |                                         |
| 1993                         | Светско првенство у дворани   | Торонто, Канада               | Троскок                      | 5.                           | 13,95 м                      |                                         |
| 1993                         | Светско првенство             | Штутгарт, Немачка             | Скок удаљ                    | 13.                          | 6,44 м                       |                                         |
| 1993                         | Светско првенство             | Штутгарт, Немачка             | Троскок                      | 5.                           | 14,19 м                      | Архивирано на веб-сајту (6. април 2016) |
| 1994                         | Европско првенство у дворана  | Париз, Француска              | Скок удаљ                    | 8.                           | 6,45 м                       |                                         |
| 1994                         | Европско првенство у дворана  | Париз, Француска              | Троскок                      | 7.                           | 13,92 м                      |                                         |
| 1994                         | Европско првенство            | Хелсинки, Финска              | Троскок                      | 8.                           | 13,77 м                      |                                         |

### Лични рекорди
- на отвореном:

скок удаљ — 7,21 м 22. јул 1984, Дрезден, Источна Немачка
троскок — 14,46 м 3. јул 1994, Ерфурт, Немачка
- у дворани

скок удаљ — 7,09 м 24. фебруар 1985, Берлин, Источна Немачка
троскок — 13,95 м 14. март 1993, Торонто, Канада